# Im Sturmschritt
Im Sturmschritt ("A passo di carica") op.348, è una polka veloce di Johann Strauss (figlio).
La prima operetta di Johann, che ebbe il suo debutto al Theater an der Wien il 10 febbraio 1871 (con la direzione dello stesso Strauss) fu Indigo und die vierzig Rauber (Indigo e i quaranta ladroni).
Il nuovo lavoro si rifaceva volutamente allo stile diventato di moda con le audaci operette del compositore francese Jacques Offenbach, cosa che non sfuggì ai molti dei giornalisti che parteciparono alla trionfale prima dell'operetta.
Successivamente Strauss iniziò a selezionare e riorganizzare il materiale della sua operetta Indigo e ne ricavò una serie di brani orchestrali con i quali mantenne salda la sua presenza nelle sale da ballo e nelle sale da concerto della capitale austriaca.
Deciso a competere con il rivale-amico Offenbach, Strauss, tentò di comporre una polka così veloce da poter addirittura competere con il celeberrimo Can-can dell'operetta Orfeo all'inferno del compositore francese. Il risultato fu la polka veloce Im Sturmschritt!, il brano trae le melodie dalle seguenti parti dell'operetta:
- Atto 3° (Finale) Was mag in den Sacken drinne steken?
- Atto 3° (Coro) Kaufet noch heut!
- Atto 2° (FInale) Freiheit, freiheit lasst die Losung sein
- Atto 2° (musica del balletto)